# إبراهيم الجغيمان
```
إبراهيم بن أحمد بن إبراهيم الجُغَيْمان
 (1925) (1344 هـ) فقيه وكاتب وشاعر سعودي. 
[
1
]
ولد 
بالإحساء
 ونشأ بها. بعد تخرجه عين إمام لمسجد الرويضة 
بالكويت
 في سنة 
1360 هـ
، بعد ذلك أنتقل إلى مدينة 
بومباي
 
بالهند
 التي كانت أنذاك تحت الحكم البريطاني، حيت عمل كإمام بأحد جوامع المدينة، وخلال وجوده هناك درس اللغات 
الإنجليزية
 
والأردية
 
والهندية
 كما درس 
علم الفلك
 ليعود بعد ذلك لموطنه للأحساء. من كتبه رسالة في التوحيد والوعظ والتجويد وتقويم مطلق لكل سنة مرتب على الشهور الشمسية والبروج القمرية كما له كذلك ديوان شعر لم يتم نشره بعد.
[
2
]
[
3
]
[
2
]
[
2
]
[
3
]
[
4
]
```

## سيرته
ولد إبراهيم بن أحمد بن إبراهيم الجغيمان سنة 1344 هـ/ 1925 في الأحساء ونشأ بها. عيّن إمامًا لمسجد الرويضة بالكويت في سنة 1351 هـ/. سافر إلى الهند في 1360 هـ وأقام في بومباي وعمل إمامًا وخطيبًا ومرشدًا في أحد جوامعها. درس في الهند علم الفلك واللغات الإنجليزية والأوردية والهندية، ثم عاد إلى الأحساء.

## مؤلفاته
- رسالة في التوحيد والوعظ والتجويد
- تقويم مطلق لكل سنة مرتبًا على الشهور السريانية والبروج الشمسية
- ديوان شعره

## وصلات خارجية
- "رجال و مواقف: محمد بن إبراهيم الجغيمان"، مؤسسة رسالة سلام للإنتاج و التوزيع الصوتي و المرئي (2017)